# 和泉詩
和泉 詩（いずみ うた、2005年9月18日 - ）は、日本の女優。栃木県宇都宮市出身。スターダストプロモーション制作3部所属。

## 略歴
- 2015年　スターダストプロモーション芸能3部　スクールガールオーディションU-15（2016）合格

## 出演

### 映画
- ばぁちゃんロード（2018年） - 主人公幼少期
- ほうきに願いを（2021年） - 大友空 役[3]（初主演）
- 日光物語（2022年）　- 大場らん 役

### 舞台
- 少女劇団いとをかし第5回公演「46がくれた君のこえ～夏～」（2016年）
- 少女劇団いとをかし第9回公演「夢の中の恋人と、いちごの関係？」（2018年）
- Do It Over 第2回公演「オタカラ！」（2021年）
- Do It Over 第3回公演「部屋と僕と弟のハナシ」　（2022年）
- Do It Over 第4回公演「その日、そのステージの上で」（2022年）

### CM
- 元気寿司2021年 - 全新品牌廣告（2021年）[4]

- NTT docomo 「あなたと世界を変えていく。」環境編（2022年）[5]

### TV
ドラマ
- NTV『ブラッシュアップライフ』 第2話

2023年1月15日(日) 22:30～